# Nikołaj Jemieljanow
Nikołaj Jemieljanow (ur. 23 listopada 1900 we wsi Juriach-Terde w Jakucji, zm. 1965) – radziecki i jakucki polityk, przewodniczący Centralnego Komitetu Wykonawczego Jakuckiej ASRR w latach 1931-1934.
1919 sekretarz miejscowego komitetu wykonawczego, od 1920 w RKP(b), 1923-1926 studiował na Komunistycznym Uniwersytecie im. Stalina, 1926-1927 kierownik wydziału propagandy i agitacji okręgowego komitetu WKP(b) w Jakucji, 1927-1929 sekretarz odpowiedzialny jakuckiego okręgowego komitetu WKP(b). Od czerwca 1931 do 1934 przewodniczący Centralnego Komitetu Wykonawczego Jakuckiej ASRR. 1936-1938 kierownik wydziału rolnego Komitetu Obwodowego WKP(b) w Jakucku, od kwietnia do września 1938 stały przedstawiciel Jakuckiej ASRR przy Prezydium WCIK, 1945-1947 stały przedstawiciel Rady Komisarzy Ludowych/Rady Ministrów Jakuckiej ASRR przy Radzie Komisarzy Ludowych/Radzie Ministrów Rosyjskiej FSRR, 1947-1951 zastępca przewodniczącego Rady Ministrów Jakuckiej ASRR. Odznaczony Orderem Czerwonego Sztandaru Pracy.